# Курбатов, Евгений Вадимович
Евгений Вадимович Курба́тов (род. 18 мая 1988, Свердловск) — российский хоккеист, защитник хоккейного клуба «Динамо-Алтай».

## Биография
Воспитанник екатеринбургского хоккея. Карьеру профессионального игрока начал играя в первой лиге за вторую команду омского «Авангарда». В сезоне 2006/2007 впервые дебютировал в Суперлиге.
11 января 2010 года вместе с Филиппом Метлюком был обменян в ЦСКА на Дениса Куляша.
В октябре 2010 был дисквалифицирован лигой на 4 матча за грубую атаку игрока «Северстали» Станислава Жмакина.
В июле 2012 года ПХК ЦСКА подписал новый двухлетний контракт с Евгением Курбатовым, однако в начале сезона обменял игрока в ХК «Автомобилист» за право выбора в третьем раунде драфта 2014 года.
В сезоне 2013/14 выступал за «Нефтехимик».
После окончания сезона, перешел в хабаровский «Амур». Отыграв за хабаровский клуб 2 сезона, подписал двусторонний контракт с нижегородским «Торпедо», который позволял заявлять его в состав фарм-клуба — «Саров». В плей-офф играл за обе команды.
По ходу сезона 2018/19 перешел в тольяттинскую «Ладу». В ее составе отыграл 12 игр регулярного чемпионата и 4 игры в плей-офф, в розыгрыше которого команда вылетела на стадии 1/8 финала от «Сокола».
С сезона 2019/20 по сезон 2021/22 играл за «Донбасс» и «Гомель», переходя по ходу сезона из одного клуба в другой. В составе «Донбасса» выступал на Континентальном кубке. Команда заняла третье место в группе и не пробилась в финальный раунд.
С сезона 2021/22 играет за барнаульский клуб «Динамо-Алтай». Давая интервью местному издательству «Алтайская правда», отметил, что переход был обусловлен предложением Ивана Вишневского, от которого не смог отказаться.

## Международная
Выступал за молодёжную сборную России. На молодёжном чемпионате мира 2008 выиграл с командой бронзовую медаль и стал лучшим защитником-снайпером этого чемпионата.

## Достижения
- Бронзовый призёр молодёжного чемпионата мира 2008 года